# Interlands Deens voetbalelftal 1970-1979
Deze pagina toont een chronologisch en gedetailleerd overzicht van de interlands die het Deens voetbalelftal heeft gespeeld in de periode 1970 – 1979.

## Interlands

### 1970
|                                                                     |            |                                   |       |                                                                                         |
| 19 mei Vriendschappelijk № 325 «onderlinge duels» 19:00 uur (UTC+1) | Denemarken | 0 – 2                             | Polen | Københavns Idrætspark, Kopenhagen Toeschouwers: 15.302 Scheidsrechter: Einar Røed (NOR) |
| 19 mei Vriendschappelijk № 325 «onderlinge duels» 19:00 uur (UTC+1) |            | 25' Jan Banaś 88' Andrzej Jarosik |       | Københavns Idrætspark, Kopenhagen Toeschouwers: 15.302 Scheidsrechter: Einar Røed (NOR) |

|                                                                            |                |       |                   |                                                                                         |
| 3 juni Noords Kampioenschap 1968/71 № 326 «onderlinge duels» 19:00 (UTC+2) | Finland        | 1 – 1 | Denemarken        | Olympisch Stadion, Helsinki Toeschouwers: 8.044 Scheidsrechter: Norman Burtenshaw (ENG) |
| 3 juni Noords Kampioenschap 1968/71 № 326 «onderlinge duels» 19:00 (UTC+2) | Arto Tolsa 58' |       | 48' Keld Pedersen | Olympisch Stadion, Helsinki Toeschouwers: 8.044 Scheidsrechter: Norman Burtenshaw (ENG) |

|                                                                                 |                  |       |                   |                                                                                |
| 25 juni Noords Kampioenschap 1968/71 № 327 «onderlinge duels» 19:00 uur (UTC+1) | Zweden           | 1 – 1 | Denemarken        | Ullevaalstadion, Oslo Toeschouwers: 26.863 Scheidsrechter: Väinö Toivola (FIN) |
| 25 juni Noords Kampioenschap 1968/71 № 327 «onderlinge duels» 19:00 uur (UTC+1) | Sten Pålsson 48' |       | 73' Keld Pedersen | Ullevaalstadion, Oslo Toeschouwers: 26.863 Scheidsrechter: Väinö Toivola (FIN) |

|                                                                   |         |       |            |                                                                                          |
| 7 juli Vriendschappelijk № 328 «onderlinge duels» 20:00 uur (UTC) | IJsland | 0 – 0 | Denemarken | Laugardalsvöllur, Reykjavik Toeschouwers: 8.097 Scheidsrechter: Alistair MacKenzie (SCO) |
| 7 juli Vriendschappelijk № 328 «onderlinge duels» 20:00 uur (UTC) |         |       |            | Laugardalsvöllur, Reykjavik Toeschouwers: 8.097 Scheidsrechter: Alistair MacKenzie (SCO) |

|                                                                          |                                                                                                |       |            |                                                                                                 |
| 2 september Vriendschappelijk № 329 «onderlinge duels» 16:30 uur (UTC+1) | Polen                                                                                          | 5 – 0 | Denemarken | Stadion Dziesięciolecia, Warschau Toeschouwers: 33.635 Scheidsrechter: Josip-Drago Horvat (YUG) |
| 2 september Vriendschappelijk № 329 «onderlinge duels» 16:30 uur (UTC+1) | Włodzimierz Lubański 4' Kazimierz Deyna 13' Joachim Marx 59' Joachim Marx 61' Joachim Marx 81' |       |            | Stadion Dziesięciolecia, Warschau Toeschouwers: 33.635 Scheidsrechter: Josip-Drago Horvat (YUG) |

|                                                                                      |            |                 |           |                                                                                            |
| 23 september Noords Kampioenschap 1968/71 № 330 «onderlinge duels» 19:00 uur (UTC+1) | Denemarken | 0 – 1           | Noorwegen | Københavns Idrætspark, Kopenhagen Toeschouwers: 27.300 Scheidsrechter: Einar Boström (SWE) |
| 23 september Noords Kampioenschap 1968/71 № 330 «onderlinge duels» 19:00 uur (UTC+1) |            | 56' Odd Iversen |           | Københavns Idrætspark, Kopenhagen Toeschouwers: 27.300 Scheidsrechter: Einar Boström (SWE) |

|                                                                            |            |                  |          |                                                                                            |
| 14 oktober EK 1972 kwalificatie № 331 «onderlinge duels» 19:00 uur (UTC+1) | Denemarken | 0 – 1            | Portugal | Københavns Idrætspark, Kopenhagen Toeschouwers: 17.317 Scheidsrechter: Leo Callaghan (WAL) |
| 14 oktober EK 1972 kwalificatie № 331 «onderlinge duels» 19:00 uur (UTC+1) |            | 40' Jacinto João |          | Københavns Idrætspark, Kopenhagen Toeschouwers: 17.317 Scheidsrechter: Leo Callaghan (WAL) |

|                                                                             |                 |       |            |                                                                                 |
| 11 november EK 1972 kwalificatie № 332 «onderlinge duels» 20:00 uur (UTC+1) | Schotland       | 1 – 0 | Denemarken | Hampden Park, Glasgow Toeschouwers: 24.618 Scheidsrechter: Erich Linemayr (AUT) |
| 11 november EK 1972 kwalificatie № 332 «onderlinge duels» 20:00 uur (UTC+1) | John O'Hare 14' |       |            | Hampden Park, Glasgow Toeschouwers: 24.618 Scheidsrechter: Erich Linemayr (AUT) |

|                                                                             |                                         |       |            |                                                                            |
| 25 november EK 1972 kwalificatie № 333 «onderlinge duels» 20:00 uur (UTC+1) | België                                  | 2 – 0 | Denemarken | De Klokke, Brugge Toeschouwers: 9.697 Scheidsrechter: John Carpenter (IRL) |
| 25 november EK 1972 kwalificatie № 333 «onderlinge duels» 20:00 uur (UTC+1) | Johan De Vrindt 18' Johan De Vrindt 35' |       |            | De Klokke, Brugge Toeschouwers: 9.697 Scheidsrechter: John Carpenter (IRL) |

### 1971
|                                                                                                 |                                        |       |                     |                                                                               |
| 21 april Olympisch kwalificatietoernooi voetbal 1972 № 334 «onderlinge duels» 20:00 uur (UTC+1) | Zwitserland                            | 2 – 1 | Denemarken          | Stade de Copet, Vevey Toeschouwers: 2.500 Scheidsrechter: Gerhard Kunze (DDR) |
| 21 april Olympisch kwalificatietoernooi voetbal 1972 № 334 «onderlinge duels» 20:00 uur (UTC+1) | Franz Griesemer 18' Jean-Marc Bovy 65' |       | 51' Kristen Nygaard | Stade de Copet, Vevey Toeschouwers: 2.500 Scheidsrechter: Gerhard Kunze (DDR) |

|                                                                                              |                                                                         |       |             |                                                                                              |
| 5 mei Olympisch kwalificatietoernooi voetbal 1972 № 335 «onderlinge duels» 19:00 uur (UTC+1) | Denemarken                                                              | 4 – 0 | Zwitserland | Københavns Idrætspark, Kopenhagen Toeschouwers: 21.800 Scheidsrechter: Marian Środecki (POL) |
| 5 mei Olympisch kwalificatietoernooi voetbal 1972 № 335 «onderlinge duels» 19:00 uur (UTC+1) | Arne Toft 16' (pen.) Morten Olsen 21' Benny Nielsen 66' Bent Outzen 87' |       |             | Københavns Idrætspark, Kopenhagen Toeschouwers: 21.800 Scheidsrechter: Marian Środecki (POL) |

|                                                                        |                                                                                             |       |            |                                                                                    |
| 12 mei EK 1972 kwalificatie № 336 «onderlinge duels» 21:30 uur (UTC+1) | Portugal                                                                                    | 5 – 0 | Denemarken | Estádio das Antas, Porto Toeschouwers: 16.391 Scheidsrechter: Malcolm Wright (NIR) |
| 12 mei EK 1972 kwalificatie № 336 «onderlinge duels» 21:30 uur (UTC+1) | Rui Rodrigues 18' Eusébio 42' Vítor Baptista 48' Vítor Baptista 52' Erik Sandvad 88' (e.d.) |       |            | Estádio das Antas, Porto Toeschouwers: 16.391 Scheidsrechter: Malcolm Wright (NIR) |

|                                                                        |                    |       |                                         |                                                                                           |
| 26 mei EK 1972 kwalificatie № 337 «onderlinge duels» 19:00 uur (UTC+1) | Denemarken         | 1 – 2 | België                                  | Københavns Idrætspark, Kopenhagen Toeschouwers: 27.266 Scheidsrechter: Kåre Sirevåg (NOR) |
| 26 mei EK 1972 kwalificatie № 337 «onderlinge duels» 19:00 uur (UTC+1) | Kresten Bjerre 76' |       | 65' Johan De Vrindt 75' Johan De Vrindt | Københavns Idrætspark, Kopenhagen Toeschouwers: 27.266 Scheidsrechter: Kåre Sirevåg (NOR) |

|                                                                        |                  |       |           |                                                                                              |
| 9 juni EK 1972 kwalificatie № 338 «onderlinge duels» 19:00 uur (UTC+1) | Denemarken       | 1 – 0 | Schotland | Københavns Idrætspark, Kopenhagen Toeschouwers: 37.682 Scheidsrechter: Wolfgang Riedel (DDR) |
| 9 juni EK 1972 kwalificatie № 338 «onderlinge duels» 19:00 uur (UTC+1) | Finn Laudrup 43' |       |           | Københavns Idrætspark, Kopenhagen Toeschouwers: 37.682 Scheidsrechter: Wolfgang Riedel (DDR) |

|                                                                                 |                    |       |                                           |                                                                                                |
| 20 juni Noords Kampioenschap 1968/71 № 339 «onderlinge duels» 13:30 uur (UTC+1) | Denemarken         | 1 – 3 | Zweden                                    | Københavns Idrætspark, Kopenhagen Toeschouwers: 47.300 Scheidsrechter: Walter Eschweiler (FRG) |
| 20 juni Noords Kampioenschap 1968/71 № 339 «onderlinge duels» 13:30 uur (UTC+1) | Kresten Bjerre 39' |       | 5' Ove Grahn 27' Ove Eklund 44' Ove Grahn | Københavns Idrætspark, Kopenhagen Toeschouwers: 47.300 Scheidsrechter: Walter Eschweiler (FRG) |

|                                                                      |                    |       |                                                       |                                                                                           |
| 30 juni Vriendschappelijk № 340 «onderlinge duels» 19:00 uur (UTC+1) | Denemarken         | 1 – 3 | West-Duitsland                                        | Københavns Idrætspark, Kopenhagen Toeschouwers: 40.400 Scheidsrechter: Theo Boosten (NED) |
| 30 juni Vriendschappelijk № 340 «onderlinge duels» 19:00 uur (UTC+1) | Kresten Bjerre 13' |       | 72' Gerd Müller 83' Heinz Flohe 87' Franz Beckenbauer | Københavns Idrætspark, Kopenhagen Toeschouwers: 40.400 Scheidsrechter: Theo Boosten (NED) |

|                                                                      |                                                       |       |                                               |                                                                                           |
| 28 juli Vriendschappelijk № 341 «onderlinge duels» 19:00 uur (UTC+1) | Denemarken                                            | 3 – 2 | Japan                                         | Københavns Idrætspark, Kopenhagen Toeschouwers: 11.400 Scheidsrechter: Erik Axelryd (SWE) |
| 28 juli Vriendschappelijk № 341 «onderlinge duels» 19:00 uur (UTC+1) | Iver Schriver 14' Kristen Nygaard 34' Ole Forsing 70' |       | 35' Kunishige Kamamoto 62' Kunishige Kamamoto | Københavns Idrætspark, Kopenhagen Toeschouwers: 11.400 Scheidsrechter: Erik Axelryd (SWE) |

|                                                                         |                                                        |       |          |                                                                                |
| 1 augustus Vriendschappelijk № 342 «onderlinge duels» 19:00 uur (UTC+1) | Denemarken                                             | 3 – 2 | Engeland | Aalborgstadion, Aalborg Toeschouwers: 9.142 Scheidsrechter: Kjell Wahlen (NOR) |
| 1 augustus Vriendschappelijk № 342 «onderlinge duels» 19:00 uur (UTC+1) | Iver Schriver 11' Morten Olsen 36' Kristen Nygaard 74' |       | ?        | Aalborgstadion, Aalborg Toeschouwers: 9.142 Scheidsrechter: Kjell Wahlen (NOR) |

|                                                                          |                |       |                                                      |                                                                                        |
| 25 augustus Vriendschappelijk № 343 «onderlinge duels» 18:00 uur (UTC+1) | West-Duitsland | 1 – 3 | Denemarken                                           | Flensburgerstadion, Flensburg Toeschouwers: 12.000 Scheidsrechter: Kurt Nystrand (SWE) |
| 25 augustus Vriendschappelijk № 343 «onderlinge duels» 18:00 uur (UTC+1) | ?              |       | 13' Iver Schriver 55' Sten Ziegler 63' Iver Schriver | Flensburgerstadion, Flensburg Toeschouwers: 12.000 Scheidsrechter: Kurt Nystrand (SWE) |

|                                                                                 |            |       |         |                                                                                            |
| 8 september Noords Kampioenschap 1968/71 № 344 «onderlinge duels» 19:00 (UTC+1) | Denemarken | 0 – 0 | Finland | Københavns Idrætspark, Kopenhagen Toeschouwers: 14.000 Scheidsrechter: Rolf Andersen (NOR) |
| 8 september Noords Kampioenschap 1968/71 № 344 «onderlinge duels» 19:00 (UTC+1) |            |       |         | Københavns Idrætspark, Kopenhagen Toeschouwers: 14.000 Scheidsrechter: Rolf Andersen (NOR) |

|                                                                                      |                 |       |                                                                             |                                                                                |
| 26 september Noords Kampioenschap 1968/71 № 345 «onderlinge duels» 13:15 uur (UTC+1) | Noorwegen       | 1 – 4 | Denemarken                                                                  | Ullevaalstadion, Oslo Toeschouwers: 11.217 Scheidsrechter: Einar Boström (SWE) |
| 26 september Noords Kampioenschap 1968/71 № 345 «onderlinge duels» 13:15 uur (UTC+1) | Jan Fuglset 28' |       | 8' Iver Schriver 16' Kristen Nygaard 18' Iver Schriver 86' Jørgen Markussen | Ullevaalstadion, Oslo Toeschouwers: 11.217 Scheidsrechter: Einar Boström (SWE) |

|                                                                                                   |                                             |       |                         |                                                                                           |
| 10 oktober Olympisch kwalificatietoernooi voetbal 1972 № 346 «onderlinge duels» 13:30 uur (UTC+1) | Denemarken                                  | 2 – 1 | Roemenië                | Københavns Idrætspark, Kopenhagen Toeschouwers: 23.800 Scheidsrechter: Klaus Ohmsen (FRG) |
| 10 oktober Olympisch kwalificatietoernooi voetbal 1972 № 346 «onderlinge duels» 13:30 uur (UTC+1) | Alexandru Boc 2' (e.d.) Birger Pedersen 15' |       | 47' Emerich Dembrovschi | Københavns Idrætspark, Kopenhagen Toeschouwers: 23.800 Scheidsrechter: Klaus Ohmsen (FRG) |

### 1972
|                                                                       |            |       |                |                                                                                           |
| 18 april Vriendschappelijk № 347 «onderlinge duels» 19:00 uur (UTC+1) | Denemarken | 0 – 1 | West-Duitsland | Københavns Idrætspark, Kopenhagen Toeschouwers: 10.900 Scheidsrechter: Rolf Arnshed (SWE) |
| 18 april Vriendschappelijk № 347 «onderlinge duels» 19:00 uur (UTC+1) |            | ?     |                | Københavns Idrætspark, Kopenhagen Toeschouwers: 10.900 Scheidsrechter: Rolf Arnshed (SWE) |

|                                                                    |                 |       |          |                                                                                        |
| 3 mei Vriendschappelijk № 348 «onderlinge duels» 19:00 uur (UTC+1) | Denemarken      | 1 – 2 | Engeland | Københavns Idrætspark, Kopenhagen Toeschouwers: 9.400 Scheidsrechter: Karl Riegg (FRG) |
| 3 mei Vriendschappelijk № 348 «onderlinge duels» 19:00 uur (UTC+1) | Per Røntved 89' |       | ?        | Københavns Idrætspark, Kopenhagen Toeschouwers: 9.400 Scheidsrechter: Karl Riegg (FRG) |

|                                                                                               |                                   |       |                                                        |                                                                                           |
| 21 mei Olympisch kwalificatietoernooi voetbal 1972 № 349 «onderlinge duels» 17:00 uur (UTC+2) | Roemenië                          | 2 – 3 | Denemarken                                             | Stadionul 23 August, Boekarest Toeschouwers: 5.000 Scheidsrechter: Giorgos Katsoras (GRE) |
| 21 mei Olympisch kwalificatietoernooi voetbal 1972 № 349 «onderlinge duels» 17:00 uur (UTC+2) | Csaba Györffy 79' Ion Dumitru 90' |       | 30' Per Røntved 60' Peter Johansson 63' Henning Jensen | Stadionul 23 August, Boekarest Toeschouwers: 5.000 Scheidsrechter: Giorgos Katsoras (GRE) |

|                                                                            |                                                                       |       |         |                                                                                            |
| 7 juni Noords Kampioenschap 1972/77 № 350 «onderlinge duels» 19:00 (UTC+1) | Denemarken                                                            | 3 – 0 | Finland | Københavns Idrætspark, Kopenhagen Toeschouwers: 23.301 Scheidsrechter: Rolf Andersen (NOR) |
| 7 juni Noords Kampioenschap 1972/77 № 350 «onderlinge duels» 19:00 (UTC+1) | Jørgen Kristensen 47' Jørgen Kristensen 80' Kresten Bjerre 88' (pen.) |       |         | Københavns Idrætspark, Kopenhagen Toeschouwers: 23.301 Scheidsrechter: Rolf Andersen (NOR) |

|                                                                                 |                                      |       |            |                                                                                 |
| 29 juni Noords Kampioenschap 1972/77 № 351 «onderlinge duels» 19:00 uur (UTC+1) | Zweden                               | 2 – 0 | Denemarken | Malmö Stadion, Malmö Toeschouwers: 27.632 Scheidsrechter: Anders Mattsson (FIN) |
| 29 juni Noords Kampioenschap 1972/77 № 351 «onderlinge duels» 19:00 uur (UTC+1) | Bosse Larsson 2' Roland Sandberg 31' |       |            | Malmö Stadion, Malmö Toeschouwers: 27.632 Scheidsrechter: Anders Mattsson (FIN) |

|                                                                   |                                                |       |                                                                                     |                                                                                          |
| 3 juli Vriendschappelijk № 352 «onderlinge duels» 20:00 uur (UTC) | IJsland                                        | 2 – 5 | Denemarken                                                                          | Laugardalsvöllur, Reykjavik Toeschouwers: 7.570 Scheidsrechter: Alistair MacKenzie (SCO) |
| 3 juli Vriendschappelijk № 352 «onderlinge duels» 20:00 uur (UTC) | Guðgeir Leifsson 25' Eyleifur Hafsteinsson 33' |       | 14' Jack Hansen 35' Allan Simonsen 51' Keld Bak 58' Allan Simonsen 84' Heino Hansen | Laugardalsvöllur, Reykjavik Toeschouwers: 7.570 Scheidsrechter: Alistair MacKenzie (SCO) |

|                                                                          |                                                                    |       |        |                                                                                           |
| 16 augustus Vriendschappelijk № 353 «onderlinge duels» 19:00 uur (UTC+1) | Denemarken                                                         | 3 – 0 | Mexico | Københavns Idrætspark, Kopenhagen Toeschouwers: 11.300 Scheidsrechter: Bent Nielsen (DEN) |
| 16 augustus Vriendschappelijk № 353 «onderlinge duels» 19:00 uur (UTC+1) | Kristen Nygaard 37' Kristen Nygaard 47' (pen.) Kristen Nygaard 65' |       |        | Københavns Idrætspark, Kopenhagen Toeschouwers: 11.300 Scheidsrechter: Bent Nielsen (DEN) |

| Olympische Spelen 1972 |
| ---------------------- |

|                                                                                  |                          |       |                                                       |                                                                                    |
| 27 augustus Olympische Spelen Groep C № 354 «onderlinge duels» 15:00 uur (UTC+2) | Brazilië                 | 2 – 3 | Denemarken                                            | Dreiflüssestadion, Passau Toeschouwers: 10.000 Scheidsrechter: Pavel Kazakov (URS) |
| 27 augustus Olympische Spelen Groep C № 354 «onderlinge duels» 15:00 uur (UTC+2) | Dirceu 68' Zé Carlos 69' |       | 28' Allan Simonsen 50' Per Røntved 84' Allan Simonsen | Dreiflüssestadion, Passau Toeschouwers: 10.000 Scheidsrechter: Pavel Kazakov (URS) |

|                                                                                  |      |                                                                                 |            |                                                                                    |
| 29 augustus Olympische Spelen Groep C № 355 «onderlinge duels» 16:30 uur (UTC+1) | Iran | 0 – 4                                                                           | Denemarken | Rosenaustadion, Augsburg Toeschouwers: 3.500 Scheidsrechter: Abdelkrim Ziani (MAR) |
| 29 augustus Olympische Spelen Groep C № 355 «onderlinge duels» 16:30 uur (UTC+1) |      | 16' Heino Hansen 29' Allan Simonsen 35' (pen.) Kristen Nygaard 58' Heino Hansen |            | Rosenaustadion, Augsburg Toeschouwers: 3.500 Scheidsrechter: Abdelkrim Ziani (MAR) |

|                                                                                  |            |                             |           |                                                                                |
| 31 augustus Olympische Spelen Groep C № 356 «onderlinge duels» 16:30 uur (UTC+1) | Denemarken | 0 – 2                       | Hongarije | Rosenaustadion, Augsburg Toeschouwers: 8.500 Scheidsrechter: Poh Hwa Oei (MAS) |
| 31 augustus Olympische Spelen Groep C № 356 «onderlinge duels» 16:30 uur (UTC+1) |            | 16' Ede Dunai 87' Ede Dunai |           | Rosenaustadion, Augsburg Toeschouwers: 8.500 Scheidsrechter: Poh Hwa Oei (MAS) |

|                                                                                  |                  |       |                     |                                                                                      |
| 3 september Olympische Spelen Groep 2 № 357 «onderlinge duels» 15:00 uur (UTC+1) | Denemarken       | 1 – 1 | Polen               | Jahnstadion, Regensburg Toeschouwers: 4.000 Scheidsrechter: Abdelkader Aouissi (ALG) |
| 3 september Olympische Spelen Groep 2 № 357 «onderlinge duels» 15:00 uur (UTC+1) | Heino Hansen 29' |       | 36' Kazimierz Deyna | Jahnstadion, Regensburg Toeschouwers: 4.000 Scheidsrechter: Abdelkader Aouissi (ALG) |

|                                                                                  |            |       |                                              |                                                                                      |
| 5 september Olympische Spelen Groep 2 № 358 «onderlinge duels» 16:30 uur (UTC+1) | Marokko    | 1 – 3 | Denemarken                                   | Dreiflüssestadion, Passau Toeschouwers: 3.100 Scheidsrechter: Werner Winsemann (CAN) |
| 5 september Olympische Spelen Groep 2 № 358 «onderlinge duels» 16:30 uur (UTC+1) | Merzaq 89' |       | 55' Keld Bak 82' Keld Bak 90' Leif Printzlau | Dreiflüssestadion, Passau Toeschouwers: 3.100 Scheidsrechter: Werner Winsemann (CAN) |

|                                                                                  |            |                                                                             |             |                                                                                  |
| 8 september Olympische Spelen Groep 2 № 359 «onderlinge duels» 16:30 uur (UTC+1) | Denemarken | 0 – 4                                                                       | Sovjet-Unie | Rosenaustadion, Augsburg Toeschouwers: 4.000 Scheidsrechter: Doğan Babacan (TUR) |
| 8 september Olympische Spelen Groep 2 № 359 «onderlinge duels» 16:30 uur (UTC+1) |            | 19' Viktor Kolotov 27' Vjatsjeslav Semenov 55' Oleh Blochin 87' Jozjef Sabo |             | Rosenaustadion, Augsburg Toeschouwers: 4.000 Scheidsrechter: Doğan Babacan (TUR) |

|  |  |  |  |  |  |  |  |  |

|                                                                        |                      |       |                   |                                                                                                  |
| 4 oktober Vriendschappelijk № 360 «onderlinge duels» 19:00 uur (UTC+1) | Denemarken           | 1 – 1 | Zwitserland       | Københavns Idrætspark, Kopenhagen Toeschouwers: 10.800 Scheidsrechter: Gerhard Schulenburg (FRG) |
| 4 oktober Vriendschappelijk № 360 «onderlinge duels» 19:00 uur (UTC+1) | John Steen Olsen 20' |       | 16' Walter Balmer | Københavns Idrætspark, Kopenhagen Toeschouwers: 10.800 Scheidsrechter: Gerhard Schulenburg (FRG) |

|                                                                            |                  |       |                                                                |                                                                                              |
| 18 oktober WK 1974 kwalificatie № 361 «onderlinge duels» 19:00 uur (UTC+1) | Denemarken       | 1 – 4 | Schotland                                                      | Københavns Idrætspark, Kopenhagen Toeschouwers: 31.200 Scheidsrechter: Tofik Bakhramov (URS) |
| 18 oktober WK 1974 kwalificatie № 361 «onderlinge duels» 19:00 uur (UTC+1) | Finn Laudrup 28' |       | 17' Lou Macari 19' Jimmy Bone 80' Joe Harper 83' Willie Morgan | Københavns Idrætspark, Kopenhagen Toeschouwers: 31.200 Scheidsrechter: Tofik Bakhramov (URS) |

|                                                                           |                                     |       |            |                                                                                 |
| 15 november WK 1974 kwalificatie № 362 «onderlinge duels» 20:00 uur (UTC) | Schotland                           | 2 – 0 | Denemarken | Hampden Park, Glasgow Toeschouwers: 47.109 Scheidsrechter: Charles Corver (NED) |
| 15 november WK 1974 kwalificatie № 362 «onderlinge duels» 20:00 uur (UTC) | Kenny Dalglish 2' Peter Lorimer 47' |       |            | Hampden Park, Glasgow Toeschouwers: 47.109 Scheidsrechter: Charles Corver (NED) |

### 1973
|                                                                       |                |       |                                      |                                                                                              |
| 26 april Vriendschappelijk № 363 «onderlinge duels» 19:00 uur (UTC+1) | Denemarken     | 1 – 2 | Zweden                               | Københavns Idrætspark, Kopenhagen Toeschouwers: 39.500 Scheidsrechter: Wolfgang Riedel (DDR) |
| 26 april Vriendschappelijk № 363 «onderlinge duels» 19:00 uur (UTC+1) | Peter Dahl 11' |       | 77' Roland Sandberg 85' Ove Kindvall | Københavns Idrætspark, Kopenhagen Toeschouwers: 39.500 Scheidsrechter: Wolfgang Riedel (DDR) |

|                                                                       |                   |       |                     |                                                                                                |
| 2 mei WK 1974 kwalificatie № 364 «onderlinge duels» 19:00 uur (UTC+1) | Denemarken        | 1 – 1 | Tsjecho-Slowakije   | Københavns Idrætspark, Kopenhagen Toeschouwers: 19.942 Scheidsrechter: Concetto Lo Bello (ITA) |
| 2 mei WK 1974 kwalificatie № 364 «onderlinge duels» 19:00 uur (UTC+1) | Ole Bjørnmose 15' |       | 38' Ladislav Petráš | Københavns Idrætspark, Kopenhagen Toeschouwers: 19.942 Scheidsrechter: Concetto Lo Bello (ITA) |

|                                                                        | |       |            |                                                                                  |
| 6 juni WK 1974 kwalificatie № 365 «onderlinge duels» 19:00 uur (UTC+1) | Tsjecho-Slowakije                                                                                                   | 6 – 0 | Denemarken | Letenský Stadion, Praag Toeschouwers: 17.432 Scheidsrechter: Anton Bucheli (SUI) |
| 6 juni WK 1974 kwalificatie № 365 «onderlinge duels» 19:00 uur (UTC+1) | Zdeněk Nehoda 46' Bohumil Veselý 57' Přemysl Bičovský 58' Vladimír Hagara 60' Bohumil Veselý 67' Bohumil Veselý 81' |       |            | Letenský Stadion, Praag Toeschouwers: 17.432 Scheidsrechter: Anton Bucheli (SUI) |

|                                                                                 |               |       |           |                                                                                           |
| 21 juni Noords Kampioenschap 1972/77 № 366 «onderlinge duels» 19:00 uur (UTC+1) | Denemarken    | 1 – 0 | Noorwegen | Københavns Idrætspark, Kopenhagen Toeschouwers: 21.317 Scheidsrechter: Rolf Arnshed (SWE) |
| 21 juni Noords Kampioenschap 1972/77 № 366 «onderlinge duels» 19:00 uur (UTC+1) | Peter Dahl 9' |       |           | Københavns Idrætspark, Kopenhagen Toeschouwers: 21.317 Scheidsrechter: Rolf Arnshed (SWE) |

|                                                                                      |            |                       |           |                                                                                       |
| 23 september Noords Kampioenschap 1972/77 № 367 «onderlinge duels» 13:00 uur (UTC+1) | Denemarken | 0 – 1                 | Noorwegen | Lerkendalstadion, Trondheim Toeschouwers: 15.100 Scheidsrechter: Georg Krutelew (FIN) |
| 23 september Noords Kampioenschap 1972/77 № 367 «onderlinge duels» 13:00 uur (UTC+1) |            | 32' Hans Ewald Hansen |           | Lerkendalstadion, Trondheim Toeschouwers: 15.100 Scheidsrechter: Georg Krutelew (FIN) |

|                                                                         |                                     |       |                                      |                                                                                            |
| 13 oktober Vriendschappelijk № 368 «onderlinge duels» 15:30 uur (UTC+1) | Denemarken                          | 2 – 2 | Hongarije                            | Københavns Idrætspark, Kopenhagen Toeschouwers: 20.000 Scheidsrechter: Egil Bergstad (NOR) |
| 13 oktober Vriendschappelijk № 368 «onderlinge duels» 15:30 uur (UTC+1) | Henning Jensen 22' Kurt Stendal 85' |       | 5' László Fazekas 35' László Fazekas | Københavns Idrætspark, Kopenhagen Toeschouwers: 20.000 Scheidsrechter: Egil Bergstad (NOR) |

|                                                                          |                                                              |       |            |                                                                                    |
| 21 november Vriendschappelijk № 369 «onderlinge duels» 20:30 uur (UTC+1) | Frankrijk                                                    | 3 – 0 | Denemarken | Parc des Princes, Parijs Toeschouwers: 22.534 Scheidsrechter: Heinz Aldinger (FRG) |
| 21 november Vriendschappelijk № 369 «onderlinge duels» 20:30 uur (UTC+1) | Georges Bereta 57' Søren Larsen 78' (e.d.) Hervé Revelli 89' |       |            | Parc des Princes, Parijs Toeschouwers: 22.534 Scheidsrechter: Heinz Aldinger (FRG) |

### 1974
|                                                    |      |                                             |            |                                                 |
| 6 maart Vriendschappelijk № 370 «onderlinge duels» | Togo | 0 – 2                                       | Denemarken | Stade Général Eyadema, Lomé Toeschouwers: 6.000 |
| 6 maart Vriendschappelijk № 370 «onderlinge duels» |      | 65' Bjarne Pettersson 69' Bjarne Pettersson |            | Stade Général Eyadema, Lomé Toeschouwers: 6.000 |

|                                  |         |       |            |                            |
| 10 maart Vriendschappelijk № 371 | Dahomey | 2 – 0 | Denemarken | Stade de l'Amitié, Cotonou |
| 10 maart Vriendschappelijk № 371 | ?       |       |            | Stade de l'Amitié, Cotonou |

|                                                                                |            |                                           |        |                                                                                            |
| 3 juni Noords Kampioenschap 1972/77 № 372 «onderlinge duels» 16:00 uur (UTC+1) | Denemarken | 0 – 2                                     | Zweden | Københavns Idrætspark, Kopenhagen Toeschouwers: 41.100 Scheidsrechter: Olavi Peltola (FIN) |
| 3 juni Noords Kampioenschap 1972/77 № 372 «onderlinge duels» 16:00 uur (UTC+1) |            | 26' Roland Sandberg 86' Conny Torstensson |        | Københavns Idrætspark, Kopenhagen Toeschouwers: 41.100 Scheidsrechter: Olavi Peltola (FIN) |

|                                                                            |                       |       |                       |                                                                         |
| 6 juni Noords Kampioenschap 1972/77 № 373 «onderlinge duels» 19:30 (UTC+2) | Finland               | 1 – 1 | Denemarken            | Raatti, Oulu Toeschouwers: 9.210 Scheidsrechter: Svein Inge Thime (NOR) |
| 6 juni Noords Kampioenschap 1972/77 № 373 «onderlinge duels» 19:30 (UTC+2) | Matti Paatelainen 71' |       | 42' Bjarne Pettersson | Raatti, Oulu Toeschouwers: 9.210 Scheidsrechter: Svein Inge Thime (NOR) |

|                                                                          | |       |           |                                                                                          |
| 3 september Vriendschappelijk № 374 «onderlinge duels» 19:00 uur (UTC+1) | Denemarken | 9 – 0 | Indonesië | Københavns Idrætspark, Kopenhagen Toeschouwers: 6.700 Scheidsrechter: Rolf Arnshed (SWE) |
| 3 september Vriendschappelijk № 374 «onderlinge duels» 19:00 uur (UTC+1) | Niels-Christian Holmstrøm 15' Henning Jensen 17' Kristen Nygaard 22' (pen.) Allan Simonsen 29' Henning Jensen 35' Niels-Christian Holmstrøm 41' Niels-Christian Holmstrøm 71' Henning Jensen 76' Niels Sørensen 86' |       |           | Københavns Idrætspark, Kopenhagen Toeschouwers: 6.700 Scheidsrechter: Rolf Arnshed (SWE) |

|                                                                              |                            |       |                                                |                                                                                             |
| 25 september EK 1976 kwalificatie № 375 «onderlinge duels» 19:00 uur (UTC+1) | Denemarken                 | 1 – 2 | Spanje                                         | Københavns Idrætspark, Kopenhagen Toeschouwers: 27.300 Scheidsrechter: John Carpenter (IRL) |
| 25 september EK 1976 kwalificatie № 375 «onderlinge duels» 19:00 uur (UTC+1) | Kristen Nygaard 48' (pen.) |       | 28' (pen.) José Claramunt 41' Roberto Martínez | Københavns Idrætspark, Kopenhagen Toeschouwers: 27.300 Scheidsrechter: John Carpenter (IRL) |

|                                                      |                                      |       |                           |                                                                                     |
| 9 oktober Vriendschappelijk № 376 «onderlinge duels» | Denemarken                           | 2 – 1 | IJsland                   | Laugardalsvöllur, Reykjavik Toeschouwers: 6.200 Scheidsrechter: Egil Bergstad (NOR) |
| 9 oktober Vriendschappelijk № 376 «onderlinge duels» | Flemming Lund 19' Ulrik le Fevre 60' |       | 25' Matthías Hallgrímsson | Laugardalsvöllur, Reykjavik Toeschouwers: 6.200 Scheidsrechter: Egil Bergstad (NOR) |

|                                                                            |            |       |          |                                                                                                |
| 13 oktober EK 1976 kwalificatie № 377 «onderlinge duels» 13:30 uur (UTC+1) | Denemarken | 0 – 0 | Roemenië | Københavns Idrætspark, Kopenhagen Toeschouwers: 15.700 Scheidsrechter: Ferdinand Biwersi (FRG) |
| 13 oktober EK 1976 kwalificatie № 377 «onderlinge duels» 13:30 uur (UTC+1) |            |       |          | Københavns Idrætspark, Kopenhagen Toeschouwers: 15.700 Scheidsrechter: Ferdinand Biwersi (FRG) |

### 1975
|                                                                        | |       |                |                                                                                          |
| 11 mei EK 1976 kwalificatie № 378 «onderlinge duels» 17:00 uur (UTC+2) | Roemenië | 6 – 1 | Denemarken     | Stadionul 23 August, Boekarest Toeschouwers: 37.773 Scheidsrechter: Nikos Zlatanos (GRE) |
| 11 mei EK 1976 kwalificatie № 378 «onderlinge duels» 17:00 uur (UTC+2) | Dudu Georgescu 28' Zoltan Crişan 40' Zoltan Crişan 59' Dudu Georgescu 76' Mircea Lucescu 83' Cornel Dinu 85' |       | 85' Peter Dahl | Stadionul 23 August, Boekarest Toeschouwers: 37.773 Scheidsrechter: Nikos Zlatanos (GRE) |

|                                                                                               |          |       |            |                                                                                   |
| 4 juni Olympisch kwalificatietoernooi voetbal 1976 № 379 «onderlinge duels» 17:30 uur (UTC+2) | Roemenië | 4 – 0 | Denemarken | Stadionul 23 August, Boekarest Toeschouwers: 8.000 Scheidsrechter: Hilmi Ok (TUR) |
| 4 juni Olympisch kwalificatietoernooi voetbal 1976 № 379 «onderlinge duels» 17:30 uur (UTC+2) | ?        |       |            | Stadionul 23 August, Boekarest Toeschouwers: 8.000 Scheidsrechter: Hilmi Ok (TUR) |

|                                                                                                |                      |       |          |                                                                                          |
| 18 juni Olympisch kwalificatietoernooi voetbal 1976 № 380 «onderlinge duels» 19:00 uur (UTC+1) | Denemarken           | 1 – 2 | Roemenië | Københavns Idrætspark, Kopenhagen Toeschouwers: 13.300 Scheidsrechter: Rolf Haugen (NOR) |
| 18 juni Olympisch kwalificatietoernooi voetbal 1976 № 380 «onderlinge duels» 19:00 uur (UTC+1) | Birger Mauritzen 27' |       | ?        | Københavns Idrætspark, Kopenhagen Toeschouwers: 13.300 Scheidsrechter: Rolf Haugen (NOR) |

|                                                                             |                                            |       |         |                                                                                           |
| 25 juni Noords Kampioenschap 1972/77 № 381 «onderlinge duels» 19:00 (UTC+1) | Denemarken                                 | 2 – 0 | Finland | Københavns Idrætspark, Kopenhagen Toeschouwers: 13.600 Scheidsrechter: Erik Axelryd (SWE) |
| 25 juni Noords Kampioenschap 1972/77 № 381 «onderlinge duels» 19:00 (UTC+1) | Ole Bjørnmose 10' Erkki Vihtilä 83' (e.d.) |       |         | Københavns Idrætspark, Kopenhagen Toeschouwers: 13.600 Scheidsrechter: Erik Axelryd (SWE) |

|                                                                             |            |                |           |                                                                                            |
| 3 september EK 1976 kwalificatie № 382 «onderlinge duels» 19:00 uur (UTC+1) | Denemarken | 0 – 1          | Schotland | Københavns Idrætspark, Kopenhagen Toeschouwers: 40.300 Scheidsrechter: Robert Schaut (BEL) |
| 3 september EK 1976 kwalificatie № 382 «onderlinge duels» 19:00 uur (UTC+1) |            | 51' Joe Harper |           | Københavns Idrætspark, Kopenhagen Toeschouwers: 40.300 Scheidsrechter: Robert Schaut (BEL) |

|                                                                                      |        |       |            |                                                                                  |
| 25 september Noords Kampioenschap 1972/77 № 383 «onderlinge duels» 19:00 uur (UTC+1) | Zweden | 0 – 0 | Denemarken | Malmö Stadion, Malmö Toeschouwers: 22.187 Scheidsrechter: Svein Inge Thime (NOR) |
| 25 september Noords Kampioenschap 1972/77 № 383 «onderlinge duels» 19:00 uur (UTC+1) |        |       |            | Malmö Stadion, Malmö Toeschouwers: 22.187 Scheidsrechter: Svein Inge Thime (NOR) |

|                                                                            |                               |       |            |                                                                         |
| 12 oktober EK 1976 kwalificatie № 384 «onderlinge duels» 20:30 uur (UTC+1) | Spanje                        | 2 – 0 | Denemarken | Sarrià, Barcelona Toeschouwers: 6.869 Scheidsrechter: Paul Bonett (MLT) |
| 12 oktober EK 1976 kwalificatie № 384 «onderlinge duels» 20:30 uur (UTC+1) | Pirri 41' José Luis Capón 82' |       |            | Sarrià, Barcelona Toeschouwers: 6.869 Scheidsrechter: Paul Bonett (MLT) |

|                                                                          |                                                       |       |                  |                                                                             |
| 29 oktober EK 1976 kwalificatie № 385 «onderlinge duels» 20:00 uur (UTC) | Schotland                                             | 3 – 1 | Denemarken       | Hampden Park, Glasgow Toeschouwers: 48.021 Scheidsrechter: Rolf Nyhus (NOR) |
| 29 oktober EK 1976 kwalificatie № 385 «onderlinge duels» 20:00 uur (UTC) | Kenny Dalglish 48' Bruce Rioch 54' Ted MacDougall 61' |       | 20' Lars Bastrup | Hampden Park, Glasgow Toeschouwers: 48.021 Scheidsrechter: Rolf Nyhus (NOR) |

### 1976
|                                                                         |        |                   |            |                                                                                           |
| 4 februari Vriendschappelijk № 386 «onderlinge duels» 17:00 uur (UTC+2) | Israël | 0 – 1             | Denemarken | Bloomfieldstadion, Tel Aviv Toeschouwers: 7.000 Scheidsrechter: Gianfranco Menegali (ITA) |
| 4 februari Vriendschappelijk № 386 «onderlinge duels» 17:00 uur (UTC+2) |        | 68' Mogens Hansen |            | Bloomfieldstadion, Tel Aviv Toeschouwers: 7.000 Scheidsrechter: Gianfranco Menegali (ITA) |

|                                                                     |                     |       |                                       |                                                                               |
| 11 mei Vriendschappelijk № 387 «onderlinge duels» 19:00 uur (UTC+1) | Zweden              | 1 – 2 | Denemarken                            | Ullevi, Göteborg Toeschouwers: 31.305 Scheidsrechter: Walter Eschweiler (FRG) |
| 11 mei Vriendschappelijk № 387 «onderlinge duels» 19:00 uur (UTC+1) | Roland Sandberg 17' |       | 48' Lars Bastrup 50' Ove Flindt Bjerg | Ullevi, Göteborg Toeschouwers: 31.305 Scheidsrechter: Walter Eschweiler (FRG) |

|                                                                        |                     |       |                                                                                       |                                                                                |
| 23 mei WK 1978 kwalificatie № 388 «onderlinge duels» 17:00 uur (UTC+3) | Cyprus              | 1 – 5 | Denemarken                                                                            | Tsirionstadion, Limasol Toeschouwers: 5.500 Scheidsrechter: Nikola Dudin (BUL) |
| 23 mei WK 1978 kwalificatie № 388 «onderlinge duels» 17:00 uur (UTC+3) | Stefanis Mihail 12' |       | 14' Allan Simonsen 19' Niels Tune 21' Ole Rasmussen 51' Lars Bastrup 76' Lars Bastrup | Tsirionstadion, Limasol Toeschouwers: 5.500 Scheidsrechter: Nikola Dudin (BUL) |

|                                                                                 |           |       |            |                                                                              |
| 24 juni Noords Kampioenschap 1972/77 № 389 «onderlinge duels» 19:00 uur (UTC+1) | Noorwegen | 0 – 0 | Denemarken | Brannstadion, Bergen Toeschouwers: 10.120 Scheidsrechter: Ulf Eriksson (SWE) |
| 24 juni Noords Kampioenschap 1972/77 № 389 «onderlinge duels» 19:00 uur (UTC+1) |           |       |            | Brannstadion, Bergen Toeschouwers: 10.120 Scheidsrechter: Ulf Eriksson (SWE) |

|                                                                   |                                                        |       |           |                                                                            |
| 25 augustus Noords Kampioenschap 1972/77 № 390 «onderlinge duels» | Denemarken                                             | 3 – 0 | Noorwegen | Vejlestadion, Vejle Toeschouwers: 9.300 Scheidsrechter: Mauri Laakso (FIN) |
| 25 augustus Noords Kampioenschap 1972/77 № 390 «onderlinge duels» | Per Røntved 6' (pen.) Kurt Hansen 37' Heino Hansen 85' |       |           | Vejlestadion, Vejle Toeschouwers: 9.300 Scheidsrechter: Mauri Laakso (FIN) |

|                                                                          |                 |       |                    |                                                                                              |
| 1 september Vriendschappelijk № 391 «onderlinge duels» 19:00 uur (UTC+1) | Denemarken      | 1 – 1 | Frankrijk          | Københavns Idrætspark, Kopenhagen Toeschouwers: 23.100 Scheidsrechter: Lars Åke Björck (SWE) |
| 1 september Vriendschappelijk № 391 «onderlinge duels» 19:00 uur (UTC+1) | Per Røntved 53' |       | 89' Michel Platini | Københavns Idrætspark, Kopenhagen Toeschouwers: 23.100 Scheidsrechter: Lars Åke Björck (SWE) |

|                                                                           |            |                  |        |                                                                                              |
| 22 september Vriendschappelijk № 392 «onderlinge duels» 19:00 uur (UTC+1) | Denemarken | 0 – 1            | Italië | Københavns Idrætspark, Kopenhagen Toeschouwers: 29.000 Scheidsrechter: Wolfgang Riedel (DDR) |
| 22 september Vriendschappelijk № 392 «onderlinge duels» 19:00 uur (UTC+1) |            | 18' Paolo Pulici |        | Københavns Idrætspark, Kopenhagen Toeschouwers: 29.000 Scheidsrechter: Wolfgang Riedel (DDR) |

|                                                                            | |       |        |                                                                                              |
| 27 oktober WK 1978 kwalificatie № 393 «onderlinge duels» 19:00 uur (UTC+1) | Denemarken                                                                                           | 5 – 0 | Cyprus | Københavns Idrætspark, Kopenhagen Toeschouwers: 30.600 Scheidsrechter: Jacques Colling (LUX) |
| 27 oktober WK 1978 kwalificatie № 393 «onderlinge duels» 19:00 uur (UTC+1) | Benny Nielsen 54' Henning Jensen 60' (pen.) Henning Jensen 64' Per Røntved 68' Jørgen Kristensen 75' |       |        | Københavns Idrætspark, Kopenhagen Toeschouwers: 30.600 Scheidsrechter: Jacques Colling (LUX) |

|                                                                           |                      |       |            |                                                                                        |
| 17 november WK 1978 kwalificatie № 394 «onderlinge duels» 21:30 uur (UTC) | Portugal             | 1 – 0 | Denemarken | Estádio da Luz, Lissabon Toeschouwers: 35.000 Scheidsrechter: Abdelkader Aouissi (ALG) |
| 17 november WK 1978 kwalificatie № 394 «onderlinge duels» 21:30 uur (UTC) | Manuel Fernandes 67' |       |            | Estádio da Luz, Lissabon Toeschouwers: 35.000 Scheidsrechter: Abdelkader Aouissi (ALG) |

### 1977
|                                                       |        |       |                                                                              |                                            |
| 30 januari Vriendschappelijk № 395 «onderlinge duels» | Gambia | 1 – 4 | Denemarken                                                                   | Box Barstadion, Banjul Toeschouwers: 2.000 |
| 30 januari Vriendschappelijk № 395 «onderlinge duels» | ?      |       | 5' Johnny Hansen 60' (pen.) Jan Sørensen 77' Allan Hansen 87' Gert Jørgensen | Box Barstadion, Banjul Toeschouwers: 2.000 |

|                                                                       |         |       |                                                                   |                             |
| 2 februari Vriendschappelijk № 396 «onderlinge duels» 21:30 uur (UTC) | Senegal | 2 – 3 | Denemarken                                                        | Kaolack Toeschouwers: 3.000 |
| 2 februari Vriendschappelijk № 396 «onderlinge duels» 21:30 uur (UTC) | ?       |       | 3' Svend Erik Christensen 48' Gert Jørgensen 60' Klaus Nørregaard | Kaolack Toeschouwers: 3.000 |

|                                                                       |                                                                |       |                  | |
| 13 april Vriendschappelijk № 397 «onderlinge duels» 18:00 uur (UTC+2) | Bulgarije                                                      | 3 – 1 | Denemarken       | Vasil Levski Nationaal Stadion, Sofia Toeschouwers: 12.000 Scheidsrechter: Teodoros Tsanaklidis (GRE) |
| 13 april Vriendschappelijk № 397 «onderlinge duels» 18:00 uur (UTC+2) | Chavdar Tsvetkov 5' Andrey Zhelyazkov 37' Krasimir Borisov 70' |       | 22' Jan Sørensen | Vasil Levski Nationaal Stadion, Sofia Toeschouwers: 12.000 Scheidsrechter: Teodoros Tsanaklidis (GRE) |

|                                                                       |                    |       |                                                  |                                                                                              |
| 1 mei WK 1978 kwalificatie № 398 «onderlinge duels» 14:30 uur (UTC+1) | Denemarken         | 1 – 2 | Polen                                            | Københavns Idrætspark, Kopenhagen Toeschouwers: 48.000 Scheidsrechter: Anders Mattsson (FIN) |
| 1 mei WK 1978 kwalificatie № 398 «onderlinge duels» 14:30 uur (UTC+1) | Allan Simonsen 49' |       | 7' Włodzimierz Lubański 55' Włodzimierz Lubański | Københavns Idrætspark, Kopenhagen Toeschouwers: 48.000 Scheidsrechter: Anders Mattsson (FIN) |

| |           |                                    |            |                                                                              |
| 1 juni Vriendschappelijk Toernooi 75-jarig jubileum Noorse Voetbalbond № 399 «onderlinge duels» 19:00 uur (UTC+1) | Noorwegen | 0 – 2                              | Denemarken | Ullevaalstadion, Oslo Toeschouwers: 8.742 Scheidsrechter: Ulf Eriksson (SWE) |
| 1 juni Vriendschappelijk Toernooi 75-jarig jubileum Noorse Voetbalbond № 399 «onderlinge duels» 19:00 uur (UTC+1) |           | 12' Flemming Lund 48' Jan Sørensen |            | Ullevaalstadion, Oslo Toeschouwers: 8.742 Scheidsrechter: Ulf Eriksson (SWE) |

|                                                                                 |                                    |       |                 |                                                                                          |
| 15 juni Noords Kampioenschap 1972/77 № 400 «onderlinge duels» 19:00 uur (UTC+1) | Denemarken                         | 2 – 1 | Zweden          | Københavns Idrætspark, Kopenhagen Toeschouwers: 44.500 Scheidsrechter: Henry Øberg (NOR) |
| 15 juni Noords Kampioenschap 1972/77 № 400 «onderlinge duels» 19:00 uur (UTC+1) | Per Røntved 48' Allan Simonsen 70' |       | 62' Olle Nordin | Københavns Idrætspark, Kopenhagen Toeschouwers: 44.500 Scheidsrechter: Henry Øberg (NOR) |

|                                                                             |                    |       |                                                   |                                                                                       |
| 22 juni Noords Kampioenschap 1972/77 № 401 «onderlinge duels» 20:00 (UTC+2) | Finland            | 1 – 2 | Denemarken                                        | Olympisch Stadion, Helsinki Toeschouwers: 9.800 Scheidsrechter: Lars Åke Björck (SWE) |
| 22 juni Noords Kampioenschap 1972/77 № 401 «onderlinge duels» 20:00 (UTC+2) | Jyrki Nieminen 83' |       | 58' Preben Elkjær Larsen 61' Preben Elkjær Larsen | Olympisch Stadion, Helsinki Toeschouwers: 9.800 Scheidsrechter: Lars Åke Björck (SWE) |

|                                                                              |                                                                                 |       |                            |                                                                                  |
| 21 september WK 1978 kwalificatie № 402 «onderlinge duels» 17:30 uur (UTC+2) | Polen                                                                           | 4 – 1 | Denemarken                 | Śląskistadion, Chorzów Toeschouwers: 92.500 Scheidsrechter: Nicolae Rainea (ROU) |
| 21 september WK 1978 kwalificatie № 402 «onderlinge duels» 17:30 uur (UTC+2) | Bohdan Masztaler 27' Grzegorz Lato 38' Kazimierz Deyna 62' Andrzej Szarmach 81' |       | 66' (pen.) Kristen Nygaard | Śląskistadion, Chorzów Toeschouwers: 92.500 Scheidsrechter: Nicolae Rainea (ROU) |

|                                                                        |                     |       |            |                                                                                   |
| 5 oktober Vriendschappelijk № 403 «onderlinge duels» 19:00 uur (UTC+1) | Zweden              | 1 – 0 | Denemarken | Malmö Stadion, Malmö Toeschouwers: 17.645 Scheidsrechter: Gerrit Berrevoets (NED) |
| 5 oktober Vriendschappelijk № 403 «onderlinge duels» 19:00 uur (UTC+1) | Lennart Larsson 53' |       |            | Malmö Stadion, Malmö Toeschouwers: 17.645 Scheidsrechter: Gerrit Berrevoets (NED) |

|                                                                         |                                         |       |                                                                  |                                                                                              |
| 9 oktober WK 1978 kwalificatie № 404 «onderlinge duels» 13:30 uur (UTC) | Denemarken                              | 2 – 4 | Portugal                                                         | Københavns Idrætspark, Kopenhagen Toeschouwers: 23.300 Scheidsrechter: Eldar Azim-Zade (URS) |
| 9 oktober WK 1978 kwalificatie № 404 «onderlinge duels» 13:30 uur (UTC) | Per Røntved 40' (pen.) Allan Hansen 88' |       | 13' Rui Jordão 35' Nené 61' Manuel Fernandes 81' Octávio Machado | Københavns Idrætspark, Kopenhagen Toeschouwers: 23.300 Scheidsrechter: Eldar Azim-Zade (URS) |

### 1978
|                                                                         |                                 |       |            |                                                                                   |
| 8 februari Vriendschappelijk № 405 «onderlinge duels» 16:00 uur (UTC+2) | Israël                          | 2 – 0 | Denemarken | Bloomfieldstadion, Tel Aviv Toeschouwers: 3.000 Scheidsrechter: Jean Dubach (SUI) |
| 8 februari Vriendschappelijk № 405 «onderlinge duels» 16:00 uur (UTC+2) | Jacob Cohen 45' Gad Machnes 49' |       |            | Bloomfieldstadion, Tel Aviv Toeschouwers: 3.000 Scheidsrechter: Jean Dubach (SUI) |

|                                                                        |                                                             |       |                                                       |                                                                                       |
| 24 mei EK 1980 kwalificatie № 406 «onderlinge duels» 19:00 uur (UTC+1) | Denemarken                                                  | 3 – 3 | Ierland                                               | Københavns Idrætspark, Kopenhagen Toeschouwers: 38.900 Scheidsrechter: Jan Beck (NED) |
| 24 mei EK 1980 kwalificatie № 406 «onderlinge duels» 19:00 uur (UTC+1) | Henning Jensen 33' Benny Nielsen 78' (pen.) Søren Lerby 79' |       | 11' Frank Stapleton 25' Tony Grealish 65' Gerard Daly | Københavns Idrætspark, Kopenhagen Toeschouwers: 38.900 Scheidsrechter: Jan Beck (NED) |

|                                                                                |                      |       |                                     |                                                                              |
| 31 mei Noords Kampioenschap 1978/80 № 407 «onderlinge duels» 19:00 uur (UTC+1) | Noorwegen            | 1 – 2 | Denemarken                          | Ullevaalstadion, Oslo Toeschouwers: 9.429 Scheidsrechter: Mauri Laakso (FIN) |
| 31 mei Noords Kampioenschap 1978/80 № 407 «onderlinge duels» 19:00 uur (UTC+1) | Hallvar Thoresen 25' |       | 41' Frank Arnesen 63' Preben Elkjær | Ullevaalstadion, Oslo Toeschouwers: 9.429 Scheidsrechter: Mauri Laakso (FIN) |

|                                                                    |         |       |            |                                                                                      |
| 28 juni Vriendschappelijk № 408 «onderlinge duels» 20:00 uur (UTC) | IJsland | 0 – 0 | Denemarken | Laugardalsvöllur, Reykjavik Toeschouwers: 8.277 Scheidsrechter: Hugh Alexander (SCO) |
| 28 juni Vriendschappelijk № 408 «onderlinge duels» 20:00 uur (UTC) |         |       |            | Laugardalsvöllur, Reykjavik Toeschouwers: 8.277 Scheidsrechter: Hugh Alexander (SCO) |

|                                                                                     |                                          |       |                    |                                                                                              |
| 16 augustus Noords Kampioenschap 1978/80 № 409 «onderlinge duels» 19:00 uur (UTC+1) | Denemarken                               | 2 – 1 | Zweden             | Københavns Idrætspark, Kopenhagen Toeschouwers: 28.100 Scheidsrechter: Ivar Fredriksen (NOR) |
| 16 augustus Noords Kampioenschap 1978/80 № 409 «onderlinge duels» 19:00 uur (UTC+1) | Benny Nielsen 10' Per Røntved 17' (pen.) |       | 73' Tommy Berggren | Københavns Idrætspark, Kopenhagen Toeschouwers: 28.100 Scheidsrechter: Ivar Fredriksen (NOR) |

|                                                                              |                                                             |       |                                                                   |                                                                                           |
| 20 september EK 1980 kwalificatie № 410 «onderlinge duels» 19:00 uur (UTC+1) | Denemarken                                                  | 3 – 4 | Engeland                                                          | Københavns Idrætspark, Kopenhagen Toeschouwers: 47.600 Scheidsrechter: Adolf Prokop (DDR) |
| 20 september EK 1980 kwalificatie № 410 «onderlinge duels» 19:00 uur (UTC+1) | Allan Simonsen 27' (pen.) Frank Arnesen 30' Per Røntved 86' |       | 21' Kevin Keegan 25' Kevin Keegan 52' Bob Latchford 85' Phil Neal | Københavns Idrætspark, Kopenhagen Toeschouwers: 47.600 Scheidsrechter: Adolf Prokop (DDR) |

|                                                                            |                                   |       |                                | |
| 11 oktober EK 1980 kwalificatie № 411 «onderlinge duels» 19:00 uur (UTC+1) | Denemarken                        | 2 – 2 | Bulgarije                      | Københavns Idrætspark, Kopenhagen Toeschouwers: 15.800 Scheidsrechter: Ángel Franco Martínez (ESP) |
| 11 oktober EK 1980 kwalificatie № 411 «onderlinge duels» 19:00 uur (UTC+1) | Benny Nielsen 17' Søren Lerby 63' |       | 32' Pavel Panov 85' Ivan Iliev | Københavns Idrætspark, Kopenhagen Toeschouwers: 15.800 Scheidsrechter: Ángel Franco Martínez (ESP) |

|                                                                            |                                      |       |                    |                                                                              |
| 25 oktober EK 1980 kwalificatie № 412 «onderlinge duels» 15:00 uur (UTC+1) | Noord-Ierland                        | 2 – 1 | Denemarken         | Windsor Park, Belfast Toeschouwers: 20.184 Scheidsrechter: Rolf Haugen (NOR) |
| 25 oktober EK 1980 kwalificatie № 412 «onderlinge duels» 15:00 uur (UTC+1) | Derek Spence 63' Trevor Anderson 85' |       | 51' Henning Jensen | Windsor Park, Belfast Toeschouwers: 20.184 Scheidsrechter: Rolf Haugen (NOR) |

### 1979
|                                                                       |                                |       |            |                                                                                  |
| 2 mei EK 1980 kwalificatie № 413 «onderlinge duels» 19:00 uur (UTC+1) | Ierland                        | 2 – 0 | Denemarken | Lansdowne Road, Dublin Toeschouwers: 37.260 Scheidsrechter: Michel Vautrot (FRA) |
| 2 mei EK 1980 kwalificatie № 413 «onderlinge duels» 19:00 uur (UTC+1) | Gerard Daly 45' Don Givens 66' |       |            | Lansdowne Road, Dublin Toeschouwers: 37.260 Scheidsrechter: Michel Vautrot (FRA) |

|                                                                    |                                   |       |                                          |                                                                                               |
| 9 mei Vriendschappelijk № 414 «onderlinge duels» 19:00 uur (UTC+1) | Denemarken                        | 2 – 2 | Zweden                                   | Københavns Idrætspark, Kopenhagen Toeschouwers: 30.900 Scheidsrechter: Walter Horstmann (FRG) |
| 9 mei Vriendschappelijk № 414 «onderlinge duels» 19:00 uur (UTC+1) | Benny Nielsen 43' Søren Lerby 75' |       | 33' Ingemar Erlandsson 56' Billy Ohlsson | Københavns Idrætspark, Kopenhagen Toeschouwers: 30.900 Scheidsrechter: Walter Horstmann (FRG) |

|                                                                        |                                                                          |       |               |                                                                                           |
| 6 juni EK 1980 kwalificatie № 415 «onderlinge duels» 19:00 uur (UTC+1) | Denemarken                                                               | 4 – 0 | Noord-Ierland | Københavns Idrætspark, Kopenhagen Toeschouwers: 16.500 Scheidsrechter: Rudi Frickel (FRG) |
| 6 juni EK 1980 kwalificatie № 415 «onderlinge duels» 19:00 uur (UTC+1) | Preben Elkjær 30' Preben Elkjær 33' Allan Simonsen 63' Preben Elkjær 83' |       |               | Københavns Idrætspark, Kopenhagen Toeschouwers: 16.500 Scheidsrechter: Rudi Frickel (FRG) |

|                                                                      |                            |       |                                                |                                                                                           |
| 27 juni Vriendschappelijk № 416 «onderlinge duels» 19:00 uur (UTC+1) | Denemarken                 | 1 – 2 | Sovjet-Unie                                    | Københavns Idrætspark, Kopenhagen Toeschouwers: 11.500 Scheidsrechter: Adolf Prokop (DDR) |
| 27 juni Vriendschappelijk № 416 «onderlinge duels» 19:00 uur (UTC+1) | Torsten-Frank Andersen 41' |       | 62' Vitaliy Daraseliya 78' (e.d.) Ole Højgaard | Københavns Idrætspark, Kopenhagen Toeschouwers: 11.500 Scheidsrechter: Adolf Prokop (DDR) |

|                                                                                 |         |       |            |                                                                                             |
| 29 augustus Noords Kampioenschap 1978/80 № 356 «onderlinge duels» 18:00 (UTC+2) | Finland | 0 – 0 | Denemarken | Mikkelin Urheilupuisto, Mikkeli Toeschouwers: 4.433 Scheidsrechter: Ingemar Johansson (SWE) |
| 29 augustus Noords Kampioenschap 1978/80 № 356 «onderlinge duels» 18:00 (UTC+2) |         |       |            | Mikkelin Urheilupuisto, Mikkeli Toeschouwers: 4.433 Scheidsrechter: Ingemar Johansson (SWE) |

|                                                                              |                  |       |            |                                                                                  |
| 12 september EK 1980 kwalificatie № 418 «onderlinge duels» 19:45 uur (UTC+1) | Engeland         | 1 – 0 | Denemarken | Wembley Stadium, Londen Toeschouwers: 88.660 Scheidsrechter: César Correia (POR) |
| 12 september EK 1980 kwalificatie № 418 «onderlinge duels» 19:45 uur (UTC+1) | Kevin Keegan 17' |       |            | Wembley Stadium, Londen Toeschouwers: 88.660 Scheidsrechter: César Correia (POR) |

|                                                                    |                   |       |         |                                                                                            |
| 26 september Noords Kampioenschap 1978/80 № 419 «onderlinge duels» | Denemarken        | 1 – 0 | Finland | Københavns Idrætspark, Kopenhagen Toeschouwers: 24.400 Scheidsrechter: Kaare Lindboe (NOR) |
| 26 september Noords Kampioenschap 1978/80 № 419 «onderlinge duels» | Preben Elkjær 51' |       |         | Københavns Idrætspark, Kopenhagen Toeschouwers: 24.400 Scheidsrechter: Kaare Lindboe (NOR) |

|                                                          |                                                                 |       |            |                                                                                                   |
| 31 oktober EK 1980 kwalificatie № 420 «onderlinge duels» | Bulgarije                                                       | 3 – 0 | Denemarken | Vasil Levski Nationaal Stadion, Sofia Toeschouwers: 19.384 Scheidsrechter: Sotos Afksentiou (CYP) |
| 31 oktober EK 1980 kwalificatie № 420 «onderlinge duels» | Andrey Zhelyazkov 21' Chavdar Tsvetkov 51' Chavdar Tsvetkov 87' |       |            | Vasil Levski Nationaal Stadion, Sofia Toeschouwers: 19.384 Scheidsrechter: Sotos Afksentiou (CYP) |

|                                                                          |                 |       |                                                             |                                                                                             |
| 14 november Vriendschappelijk № 421 «onderlinge duels» 20:30 uur (UTC+1) | Spanje          | 1 – 3 | Denemarken                                                  | Estadio Ramón de Carranza, Cádiz Toeschouwers: 18.000 Scheidsrechter: Roger Schoeters (BEL) |
| 14 november Vriendschappelijk № 421 «onderlinge duels» 20:30 uur (UTC+1) | Manuel Mesa 56' |       | 38' Preben Elkjær 55' Jens Jørn Bertelsen 77' Preben Elkjær | Estadio Ramón de Carranza, Cádiz Toeschouwers: 18.000 Scheidsrechter: Roger Schoeters (BEL) |

CONMEBOL: Colombia · Ecuador

UEFA: Albanië · België · Bulgarije · Cyprus · Denemarken · West-Duitsland · Duitse Democratische Republiek · Engeland · Finland · Frankrijk · Griekenland · Hongarije · IJsland · Ierland · Italië · Joegoslavië · Luxemburg · Malta · Nederland · Noord-Ierland · Noorwegen · Oostenrijk · Polen · Portugal · Roemenië · Schotland ·  Sovjet-Unie ·  Spanje · Tsjecho-Slowakije · Turkije · Wales ·  Zweden · Zwitserland

CAF: Madagaskar AFC: Israël

DBU · A-internationals · Selecties · Bondscoaches · Deens vrouwenelftal · Olympisch elftal · Denemarken U21 · Denemarken U20 · Denemarken U19 · Denemarken U18 · Denemarken U17 · Denemarken U16 · Vrouwen U17
1908 – 1919 ·
1920 – 1929 ·
1930 – 1939 ·
1940 – 1949 ·
1950 – 1959 ·
1960 – 1969 ·
1970 – 1979 ·
1980 – 1989 ·
1990 – 1999 ·
2000 – 2009 ·
2010 – 2019 ·
2020 − 2029
EK's: 1964 · 
1984 · 
1988 · 
1992 · 
1996 · 
2000 · 
2004 · 
2012 · 
2020 · 
2024
WK's: 1986 · 
1998 · 
2002 · 
2010 · 
2018 · 
2022
OS: 1908 · 
1912 · 
1920 · 
1948 · 
1952 · 
1960 · 
1972 · 
1992 · 
2016
1908 · 
1909 · 
1910 · 
1911 · 
1912 · 
1913 · 
1914 · 
1915 · 
1916 · 
1917 · 
1918 · 
1919 · 
1920 · 
1921 · 
1922 · 
1923 · 
1924 · 
1925 · 
1926 · 
1927 · 
1928 · 
1929 · 
1930 · 
1931 · 
1932 · 
1933 · 
1934 · 
1935 · 
1936 · 
1937 · 
1938 · 
1939 · 
1940 · 
1941 · 
1942 · 
1943 · 
1944 · 
1946 · 
1947 · 
1948 · 
1949 · 
1950 · 
1952 · 
1952 · 
1953 · 
1954 · 
1955 · 
1956 · 
1957 · 
1958 · 
1959 · 
1960 · 
1961 · 
1962 · 
1963 · 
1964 · 
1965 · 
1966 · 
1967 · 
1968 · 
1969 · 
1970 · 
1971 · 
1972 · 
1973 · 
1974 · 
1975 · 
1976 · 
1977 · 
1978 · 
1979 · 
1980 · 
1981 · 
1982 · 
1983 · 
1984 · 
1985 · 
1986 · 
1987 · 
1988 · 
1989 · 
1990 ·
1991 · 
1992 · 
1993 · 
1994 · 
1995 · 
1996 · 
1997 · 
1998 · 
1999 · 
2000 · 
2001 · 
2002 · 
2003 · 
2004 · 
2005 · 
2006 · 
2007 · 
2008 · 
2009 · 
2010 · 
2011 · 
2012 · 
2013 · 
2014 · 
2015 · 
2016 · 
2017 · 
2018 ·
2019 ·
2020 ·
2021 ·
2022 ·
2023
Albanië ·
Algerije ·
Argentinië ·
Armenië ·
Australië ·
België ·
Bermuda ·
Bosnië en Herzegovina · 
Brazilië ·
Bulgarije ·
Canada ·
Chili ·
Cyprus ·
DDR ·
Duitsland ·
Ecuador ·
Egypte ·
Engeland ·
Estland ·
Faeröer · 
Finland · 
Frankrijk ·
Gambia ·
Georgië ·
Ghana ·
Gibraltar ·
GOS ·
Griekenland ·
Honduras ·
Hongarije ·
Hongkong ·
Ierland ·
IJsland ·
Indonesië ·
Iran ·
Israël ·
Italië ·
Japan ·
Joegoslavië ·
Kameroen ·
Kazachstan ·
Kosovo · 
Kroatië · 
Letland ·
Liechtenstein ·
Litouwen ·
Luxemburg ·
Malta ·
Marokko ·
Mexico ·
Moldavië · 
Montenegro · 
Nederland ·
Nederlandse Antillen ·
Nigeria ·
Noord-Ierland ·
Noord-Macedonië ·
Noorwegen ·
Oekraïne ·
Oostenrijk ·
Panama ·
Paraguay ·
Peru ·
Polen ·
Portugal ·
Roemenië ·
Rusland ·
San Marino ·
Saoedi-Arabië ·
Schotland ·
Senegal ·
Servië ·
Singapore ·
Slovenië ·
Slowakije ·
Sovjet-Unie ·
Spanje ·
Suriname ·
Thailand ·
Togo · 
Tsjechië ·
Tsjecho-Slowakije ·
Tunesië · 
Turkije · 
Uruguay ·
Verenigde Arabische Emiraten ·
Verenigde Staten ·
Wales ·
Wit-Rusland ·
Zuid-Afrika ·
Zuid-Korea ·
Zweden ·
Zwitserland
Argentinië (1995) · 
Australië (2018) ·
Australië (2022) · 
België (2021) · 
Duitsland (1992) · 
Duitsland (2012) · 
Engeland (2021) · 
Finland (2021) · 
Frankrijk (2002) · 
Frankrijk (2018) · 
Japan (2010) · 
Kameroen (2010) · 
Kroatië (2018) · 
Nederland (2010) · 
Nederland (2012) · 
Peru (2018) · 
Portugal (2012) · 
Rusland (2021) · 
Senegal (2002) · 
Tsjechië (2021) · 
Uruguay (2002) · 
Wales (2021)